# Aphaniosoma harteni
Aphaniosoma harteni is een vliegensoort uit de familie van de Chyromyidae. De wetenschappelijke naam van de soort is voor het eerst geldig gepubliceerd in 1996 door Ebejer.